# USS George Washington Carver (SSBN-656)
Pour les autres navires du même nom, voir USS George Washington Carver.
L'USS George Washington Carver (SSBN-656) est un sous-marin nucléaire lanceur d'engins de la classe Benjamin Franklin de l'United States Navy qui a été en service de 1966 à 1993. Il s'agit du second navire de l'US Navy à être nommé en l'honneur du botaniste et agronome George Washington Carver.

## Construction
Le contrat de construction de l'USS George Washington Carver fut accordé au chantier naval Northrop Grumman de Newport News à Newport News, dans l'état de Virginie, le 29 juillet 1963. La quille fut posée le 24 août 1964 avant son lancement le 14 août 1965 et sa mise en service le 15 juin 1966 sous le commandement du capitaine R. D. Donavan pour l'équipage bleu et du lieutenant commander Carl J. Lidel pour l'équipage or (équivalent équipage rouge dans la Marine nationale française).

## Carrière
Après des essais en mer, le George Washington Carver a effectué sa première patrouille le 12 décembre 1966 comme membre de la flotte Atlantique.
En 1972, alors qu'il subissait le premier rechargement de son combustible nucléaire, il fut adapté pour pouvoir transporter des missiles Poséidon C3. L'année suivante, le 19 mai 1973, l'équipage bleu lança avec succès le premier Poséidon depuis le George Washington Carver alors qu'il croisait au large des côtes de Cape Canaveral, en Floride. Sa première patrouille avec de tels missiles débuta en août de la même année.
Le George Washington Carver subit son second rechargement du combustible nucléaire en 1982, au terme de sa 53e patrouille. Il regagna ensuite son port d'attache de Holy Loch en Écosse.

## Recyclage
Le George Washington Carver fut retiré du service et rayé des registres de la marine américaine le même jour, le 18 mars 1993 alors qu'il se trouvait au chantier naval de Puget Sound à Bremerton. Il fut recyclé via le programme de recyclage des sous-marins nucléaires, programme complété le 12 mars 1994.